# Bologna Festival
Il Bologna Festival è un festival di musica classica che si svolge a Bologna dal 1982.

## Storia
Bologna Festival nasce nel 1982 su iniziativa della Società di Gestione del Palazzo della Cultura e dei Congressi di Bologna. Dopo la prima edizione si è trasformato in associazione, guadagnandosi immediatamente l'interesse del pubblico e di alcuni industriali che del sostegno alla cultura - alla musica in particolare - hanno voluto fare uno dei loro ambiti di azione. In trent'anni di attività l'Associazione Bologna Festival ha ospitato le maggiori orchestre internazionali con i loro direttori, celebri solisti e importanti ensemble cameristici, mantenendo sempre viva la vocazione sinfonica che l'ha contraddistinta sin dagli inizi.

## Struttura
Oggi la programmazione si articola in quattro diverse sezioni, lungo l'intero arco dell'anno. La tradizionale rassegna di primavera Grandi Interpreti, dedicata al grande repertorio classico-romantico affidato ai più accreditati interpreti del panorama internazionale, è affiancata dalla rassegna cameristica Talenti con il suo “Premio del Pubblico”: uno spazio aperto alle giovani promesse del concertismo europeo che propone interpreti dell'ultima generazione, per lo più mai ascoltati a Bologna. Alla musica contemporanea, al repertorio rinascimentale, barocco o a musiche di raro ascolto è invece dedicata la sezione autunnale, Il Nuovo l'Antico: la programmazione accosta la musica antica, sempre proposta in esecuzioni filologiche, con la musica contemporanea e quella del Novecento, offrendo l'occasione di ascoltare i più interessanti compositori di oggi e i grandi del secolo scorso; tra le novità presentate, figurano musiche di Karlheinz Stockhausen, Morton Feldman, Giacinto Scelsi, oltre a progetti monografici dedicati a György Kurtág, Mauricio Kagel, Salvatore Sciarrino, György Ligeti e, di recente, ai compositori contemporanei bolognesi.
Da quattro anni Bologna Festival ha inoltre creato una specifica programmazione per il pubblico dei più giovani: Baby BoFe’, rassegna di musica classica per bambini che ha un larghissimo seguito e Note sul registro, progetto di formazione all'ascolto per le scuole elementari, medie e superiori.

## Interpreti
Bologna Festival si è sempre distinto per il rigore culturale delle sue scelte di programmazione, scegliendo i suoi artisti nel mondo del grande concertismo internazionale. Tra gli artisti ospiti di Bologna Festival si ricordano direttori e solisti quali Sinopoli, Sawallisch, Gardiner, Brüggen, Boulez, Muti, Abbado, Mehta, Chailly, Temirkanov, Chung, Harding, Accardo, Perlman, Mintz, Mullova, Brunello, Maisky, Argerich, Arrau, Schiff, Pollini, Lupu, Ashkenazy, Zimerman; complessi sinfonici come la Staatskapelle Dresden, l'Orchestre Révolutionnaire et Romantique, l'Orchestre des Champs-Elysées, la Filarmonica della Scala, l'Orchestra Filarmonica di San Pietroburgo, l'Orchestra Nazionale Russa, la Petite Bande, l'Academy of St. Martin-in-the-Fields, la London Sinfonietta e la London Philharmonic Orchestra; complessi cameristici come Ensemble InterContemporain, Klangforum Wien, Orlando Consort, The Hilliard Ensemble, The Tallis Scholars, il Concerto Italiano, Il Giardino Armonico, l'Accademia Bizantina, La Venexiana, il Theatre of Voices.
Con il valore delle sue proposte musicali, negli anni, Bologna Festival ha consolidato la sua presenza nella vita culturale cittadina, lavorando spesso in sinergia con altre importanti e storiche realtà cittadine, quali la Fondazione Teatro Comunale, il Conservatorio Giovanni Battista Martini, il Dipartimento di Musica e Spettacolo dell'Università degli Studi di Bologna, la Cineteca e il Museo d’Arte Moderna.
Sin dagli esordi Bologna Festival si è caratterizzato come una realtà sostenuta principalmente dal finanziamento dei privati.

## Direzione artistica
Dalla presidenza di Gian Paolo Testa e poi di Mario Cagli, cui la città di Bologna ha intitolato l'Europauditorium, alla guida dell'Associazione si sono susseguiti Diana Infante Cagli, Giuseppe Gazzoni Frascara e l'attuale presidente Federico Stame, in carica dal 1989, ciascuno portando un proprio specifico contributo, ma conservando intatto lo spirito e il significato culturale del progetto originario. La direzione artistica del festival per il primo decennio è stata affidata a Lino Britto, le cui programmazioni hanno puntato soprattutto alla realizzazione di festival monografici. Diversa la direzione scelta dal suo successore, Mario Messinis, che a partire dal 1992 ha ampliato gli interessi musicali del festival oltre il repertorio più consueto del Settecento-Ottocento, prestando attenzione sia alla musica antica sia alle tendenze più avanzate della musica contemporanea con specifici progetti. Dal 2006 Maddalena da Lisca è direttore generale del Bologna Festival, dopo aver affiancato Mario Messinis per molti anni nel ruolo di coordinatore artistico.

## Sedi
Le sedi scelte per i concerti negli anni sono cambiate: all'iniziale Palazzo della Cultura e dei Congressi si è aggiunta nel 1991 la ex Chiesa di San Giorgio in Poggiale, che per alcuni anni è stata sede del ciclo Il Nuovo l'Antico. Palazzo Albergati è stata la sede prescelta per le serate musicali dedicate ai soci e ai sostenitori. Attualmente i concerti di Bologna Festival si tengono prevalentemente al Teatro Manzoni e all'Oratorio San Filippo Neri.